# 사카에촌 (야마가타현 니시타가와군)
사카에촌(栄村)은 야마가타현 니시타가와군에 있던 촌이다.  현재의 쓰루오카시 중심부의 서방일대에 해당한다.

## 역사
- 1889년 4월 1일 - 정촌제 시행에 의해 6촌의 구역을 가지고 성립하였다.
- 1955년 4월 1일 - 쓰루오카시에 편입, 동일 사카에촌은 폐지되었다.

## 촌장
- 사이토 킨고(斎藤金吾) : 1893년

## 참고문헌
- 角川日本地名大辞典 6 山形県